# Digueifel
Digueifel ist ein mittelportugiesisches Dorf in der Gemeinde (Freguesia) von Santa Ovaia e Vila Pouca da Beira, im Kreis (Concelho) von Oliveira do Hospital. Das Dorf hat etwa 120 Einwohner und ist in Folge anhaltender Abwanderung durch Überalterung gekennzeichnet.

## Sehenswürdigkeiten, Kultur und Sport
Digueifel bietet als wichtigste Sehenswürdigkeit eine spätbarocke Kapelle aus dem 18. Jahrhundert. Daneben gibt es eine sehenswerte verzierte Steinbrunnenanlage.
Das hiesige Fußballteam des Sport- und Kulturvereins Associação Recreativa e Cultural de Digueifel, kurz ARC Digueifel, empfängt seine Gäste auf dem lokalen Fußballplatz. Der umzäunte Campo de Futebol de Digueifel ist ein Aschenplatz und verfügt über Flutlicht.

## Persönlichkeiten
Der Offizier und Kolonialverwalter Raúl de Antas Manso Preto Mendes Cruz (1893–1945) wurde hier geboren. Von 1934 bis 1936 war er Gouverneur von Portugiesisch-Timor.